# Rödbrynad eukalyptuskrypare
Rödbrynad eukalyptuskrypare (Climacteris erythrops) är en fågel i familjen eukalyptuskrypare inom ordningen tättingar.

## Utseende och läte
Rödbrynad eukalyptuskrypare är en rödbrun medlem av familjen. Den känns igen på rostrött ögonbrynsstreck och ljust på strupe och bröst. Buken är kraftigt vitstreckad. Bakifrån syns att huvudet kontrasterar med brunare rygg. I flykten uppvisar den ett brett och ljust vingband. Arten delar utbredningsområde med liknande vitstrupig eukalyptuskrypare, men denna har brunaktigt huvud och inte lika raspiga och insektslika läten som rödbrynad eukalyptuskrypare.

## Utbredning och systematik
Fågeln förekommer i sydöstra Australien (sydöstra Queensland genom östra New South Wales till centrala Victoria. Den behandlas som monotypisk, det vill säga att den inte delas in i några underarter.

### Släktskap
På grund av sina liknande vanor och utseende behandlades eukalyptuskrypare förr som en del av familjen trädkrypare. De är dock inte alls nära släkt. Medan trädkryparna på norra halvklotet står exempelvis nära nötväckor och gärdsmygar är eukalyptuskryparna systergrupp till lövsalsfåglarna och utgör tillsammans en helt egen och mycket gammal utvecklingslinje.

## Levnadssätt
Eukalyptuskrypare är små tättingar som intar samma nisch som norra halvklotets trädkrypare, men är inte alls nära släkt med dessa. Rödbrynad eukalyptuskrypare hittas i mycket fuktiga eukalyptusskogar där den ses klättra uppför trädstammar på jakt efter insekter.

## Status och hot
Arten har ett stort utbredningsområde, men tros minska i antal, dock inte tillräckligt kraftigt för att den ska betraktas som hotad. Internationella naturvårdsunionen IUCN listar arten som livskraftig (LC).